# Vietteilus
Vietteilus là một chi bướm đêm thuộc họ Pterophoridae.

## Các loài
- Vietteilus borbonica (Viette, 1957)
- Vietteilus stenoptilioides Gibeaux, 1994